# Can't Take That Away (Mariah's Theme)
«Can't Take That Away (Mariah's Theme)» [en español No Pueden Apartar eso de Mi (el tema de Mariah)] es una canción escrita por la cantante estadounidense Mariah Carey y Diane Warren, producida por Carey; Jimmy Jam y Terry Lewis para el noveno álbum de Carey Rainbow (1999). Se lanzó cómo tercer sencillo del álbum a mediados del 2000 cómo una doble cara A con "Crybaby". Carey se enfrentó con sus sellos discográficos Sony Music/Columbia Records puesto que éstos no querían que la canción fuera sencillo y por la supuesta falta de promoción se Sony.

## Composición y Significado
Carey coescribió la canción con Diane Warren, sin embargo a esta última no se le da el crédito correspondiente a su colaboración. Aunque no se produjeron conflictos durante el proceso de grabación, la pareja tenía algunos desacuerdos menores durante la etapa de escritura; Carey decía que a Warren le gustaba repetir a menudo frases líricas. "Can't Take That Away" fue una de las tres canciones que Carey coescribió con Warren, la segunda fue "There for Me" que venía incluida cómo doble cara B con el sencillo "Never Too Far/Hero Medley" que se lanzó a fines del 2001.
La protagonista de la balada trata de detallar cómo puede superar sus luchas con la gente que trata de derribarla, a través de la fe, el coraje y el poder de Dios. Carey explica en la letra que a pesar de que la gente puede hacerla sentir mal, no importa lo que pase porque ella nunca se dejará ganar: "Porque hay una luz en mi que me ilumina brillantemente, pueden internarlo pero no pueden apartar eso de mi". Debido a que la canción contiene un mensaje personal se le dio el subtítulo "Mariah's Theme" (en español El tema de Mariah).

## Lanzamiento y recepción
El lanzamiento de la canción cómo sencillo fue parte del enfrentamiento entre Carey y Sony, su sello discográfico por las causas antes explicadas.
Debido a las normas de la revista Billboard el crédito en las listas no se le dio a "Cant't Tke That Away", en cambio se le dio a  "Crybaby" ya que ambas compartían una doble cara A.
Luego de estrenar "Heartbreaker" y "Thank God I Found You", Carey decidió "Can't Take That Away" como su siguiente sencillo, sin embargo, Sony dejaba claro que el tercer sencillo debía ser más urbano y con más ritmo. Esto ocasionó que Carey dejara mensajes en su sitio web instruyendo a sus fanes a pedir la canción en la radio. Posteriormente, Sony aceptó lanzar el sencillo; sin embargo, Carey descubre que fue lanzado con baja promoción limitada, lo cual fue difícil que entre la canción al Billboard Hot 100 y a otras listas internacionalmente. 
La canción fue promovida en algunos países fuera de Estados Unidos, pero sin "Crybaby", alcanzando el número 27 en Brasil, número 45 en Italia y número 65 en Países Bajos.
A pesar de que en la mayoría de los mercados era sólo éxito moderado, en Asia se convirtió en un gran éxito, alcanzando el número uno en las Filipinas debido a su gran popularidad en la radio.

## Video musical
Se filmaron dos vídeo clips para la canción, uno que contó con la participación artística de sus fanes, ya que se les invitó a través del sitio web de Carey para que mandaran sus propios vídeoclips, y el tema de éstos fueran las dificultades de sus vidas y cómo las han superado. Se seleccionaron cinco vídeos y se pueden ver al comienzo del vídeo oficial en que Carey relaciona un abanico con sus inseguridades personales, los problemas de racismo y minoría social y de ser víctimas del hostigamiento verbal.
En el resto de las escenas se puede ver a Carey llorando en un departamento, viendo en la televisión historias de personas que han superado sus dificultades, entre las destacan Venus y Serena Williams y el sobrino de Carey Shawn. A continuación se puede ver a Carey paseando en el balcón entre las lluvias torrenciales, llorando desesperadamente hasta que ve que la lluvia se detiene y de pronto aparece un arco iris en el cielo, consolando su llanto y provocando en ella una sorisa.
El vídeo se retiró rápidamente puesto que tenía algunos errores técnicos, cómo algunos subtítulos con el texto demasiado oscuro sobre un fondo oscuro, lo que lo hacía ilegible. También hubo un error en la escena de la lluvia puesto que la camiseta que llevaba Carey se veía húmeda. En consecuencia, se hizo otro vídeo que mantenía el comienzo igual, se suprimió la escena de la lluvia por lo que Carey permanece durante todo el vídeo en la sala de estar. Además se filmó en otro departamento más amoblado, pero en general el vídeo es casi igual al anterior, también termina con un arco iris que consuela la tristeza de Carey.

## Remixes
La mayoría de los remixes fueron lanzados sólo en Estados Unidos, aunque también existen algunos que se pueden encontrar en otros lugares.
David Morales produjo el remis "Club Mix Morales" que combina la grabación original de la voz de Carey con algunos acordes nuevos. El "Morales Triumphant mix" contiene nuevas grabaciones de la voz de Carey y algunas partes que son habladas.

## Lista de pistas
Europa CD sencillo

1. «Can't Take That Away (Mariah's Theme)»
2. «Can't Take That Away (Mariah's Theme)» (Morales Club Mix)
3. «Can't Take That Away (Mariah's Theme)» (Morales Club Instrumental)
4. «Can't Take That Away (Mariah's Theme)» (Morales Radio Edit)

América CD1

1. «Can't Take That Away (Mariah's Theme)»
2. «Crybaby»
3. «Heartbreaker»/«Love Hangover»

América CD2

1. «Can't Take That Away (Mariah's Theme)» (Morales Revival Triumphant Mix)
2. «Can't Take That Away (Mariah's Theme)» (Morales Club Mix)
3. «Can't Take That Away (Mariah's Theme)» (Morales Instrumental)
4. «Crybaby»
5. «Can't Take That Away (Mariah's Theme)»

## Posicionamiento
| Listas (2000)                                        | Posición |
| ---------------------------------------------------- | -------- |
| Bélgica (Ultratip Flandes)                           | 7        |
| Bélgica (Ultratop 50 Valonia)                        | 40       |
| Brasil                                               | 27       |
| Estados Unidos (Billboard Hot Dance Music/Club Play) | 6        |
| Filipinas                                            | 1        |
| Italia                                               | 45       |
| Países Bajos                                         | 65       |

- Datos: Q858072